# ورد كلسي
ورد كلسي (الاسم العلمي:Rosa calcarea) هو نوع من النباتات يتبع جنس الورد من الفصيلة الوردية.